# Станіславчиківська волость
Станіславчиківська волость — історична адміністративно-територіальна одиниця Черкаського повіту Київської губернії з центром у селі Станіславчик.
Станом на 1886 рік складалася з 2 поселень, 2 сільських громад. Населення — 2235 осіб (1089 чоловічої статі та 1146 — жіночої), 454 дворових господарств.
|                     | Площа, десятин | У тому числі орної, десятин |
| ------------------- | -------------- | --------------------------- |
| Сільських громад    | 1689           | 1348                        |
| Приватної власності | 2900           | 2620                        |
| Іншої власності     | 70             | 63                          |
| Загалом             | 9483           | 4031                        |

Поселення волості:
- Станіславчик — колишнє власницьке село, 774 особи, 165 дворів, православна церква, постоялий будинок.
- Куцівка — колишнє власницьке село, 1297 осіб, 289 дворів, православна церква, 3 постоялих будинки.

Наприкінці ХІХЗ ст. волость було ліквідовано, територія увійшла до складу Матусівської волості.